# NGC 1189
NGC 1189 је спирална галаксија у сазвежђу Еридан која се налази на NGC листи објеката дубоког неба.
Деклинација објекта је - 15° 37' 23" а ректасцензија 3h 3m 24,2s. Привидна величина (магнитуда) објекта NGC 1189 износи 13,8 а фотографска магнитуда 14,5. NGC 1189 је још познат и под ознакама MCG -3-8-61, HCG 22C, PGC 11503.